# Gustave Lhopiteau

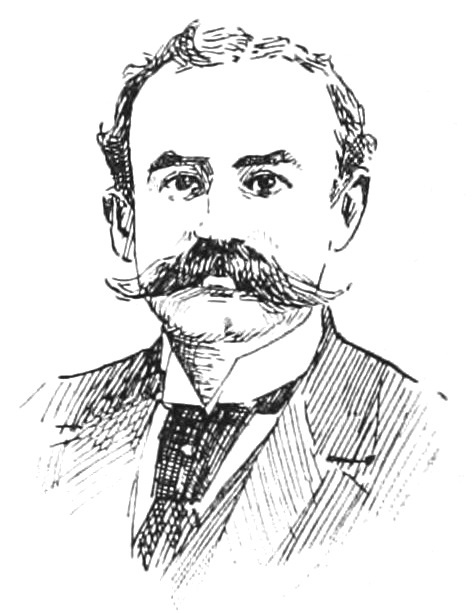
Gustave Lhopiteau

Gustave Émile Joseph Lhopiteau, auch L'Hopiteau (* 26. April 1860 in Écrosnes; † 3. Oktober 1941 in Chartres) war ein französischer Jurist und Politiker der Dritten Republik. Er war von 1920 bis 1921 Justizminister.

## Leben
Nach dem Besuch des Gymnasiums in Chartres absolvierte Lhopiteau ein Studium der Rechtswissenschaften in Paris. Er erhielt die Zulassung als Rechtsanwalt und übte diesen Beruf ab 1886 in Chartes aus. 1892 erfolgte seine Wahl in den Generalrat über den ehemaligen Wahlkreis (Kanton) Maintenon. Im Jahr darauf wurde er Mitglied der Abgeordnetenkammer, der er ohne Unterbrechung bis 1912 angehörte. Von 1912 bis 1930 war er Senator für das Département Eure-et-Loir. Seine politischen Ansichten waren durch den Liberalismus geprägt und er galt als Unterstützer der Meinungsfreiheit.
Vom 20. Januar 1920 bis zum 16. Januar 1921 amtierte Lhopiteau als Justizminister in den von Alexandre Millerand und Georges Leygues geführten Regierungen. 1923 wurde er im Senat Vorsitzender des Ausschusses für öffentliche Arbeiten. Mit seinem Ausscheiden aus dem Senat 1930 zog er sich aus dem politischen Leben zurück.
Er wurde als Ritter der Ehrenlegion ausgezeichnet.